# インフォメーション・ネットワーク・コミュニティ
株式会社インフォメーション・ネットワーク・コミュニティ（Information Network Community Co.,Ltd.）は、長野県長野市をサービスエリアとする信濃毎日新聞系列のケーブルテレビ局である。通称「INC長野ケーブルテレビ」。

## 沿革
- 1984年（昭和59年）7月6日 - 会社設立。
- 1987年（昭和62年）6月20日 - 多チャンネル放送サービス開始。
- 1999年（平成11年）10月1日 - ケーブルインターネットサービス開始。
- 2006年（平成18年）9月30日 - サテライトオフィス「メディア・サイト」オープン
- 2012年（平成24年）10月 - ケーブルプラス電話 サービス開始。
- 2014年（平成26年）6月 - サテライトオフィス「メディア・サイト」閉店
- 2015年（平成27年）
  - 10月 - INCショップ南千歳 オープン
  - 11月 - 格安スマホ「INCモバイル」サービス開始。
- 2016年（平成28年）7月 - INCショップ若里 オープン
- 2017年（平成29年）2月 - INCショップイオンタウン長野三輪 オープン
- 2018年（平成30年）
  - 6月 - INC AirNET サービス開始。
  - 10月 - INC光 サービス開始。
- 2019年（平成31年 / 令和元年）
  - 3月 - 「INCコミチャンラジオ」サービス開始[1]。
  - 6月 - INCショップ若里 閉店[2]
  - 7月 - INCショップ西友川中島店 オープン

## サービスエリア
- 長野県長野市

戸隠、鬼無里、信州新、中条の長野市営ケーブルテレビについてもINCが指定管理者となって管理、運営にあたっている。
| 名称                       | 位置                        | 区域 |
| -------------------------- | --------------------------- | --- |
| 長野市戸隠情報通信施設     | 長野市戸隠豊岡1554番地      | 戸隠、戸隠豊岡、戸隠栃原、戸隠祖山 |
| 長野市鬼無里情報通信施設   | 長野市鬼無里日影2750番地1   | 鬼無里、鬼無里日影、鬼無里日下野 |
| 長野市信州新町情報通信施設 | 長野市信州新町新町1000番地1 | 信州新町水内、信州新町上条、信州新町新町、信州新町里穂刈、信州新町山上条、信州新町越道、信州新町山穂刈、信州新町日原東、信州新町日原西、信州新町左右、信州新町信級、信州新町竹房、信州新町下市場、信州新町牧野島、信州新町牧田中、信州新町中牧、信州新町弘崎 |
| 長野市中条情報通信施設     | 長野市中条2549番地2         | 中条日高、中条日下野、中条、中条御山里、中条住良木 |

## 主な放送チャンネル

### 地上波系列別再送信局
| NHK-G   | NHK-E   | NNN/NNS    | ANN          | JNN      | TXN        | FNN/FNS  | JAITS |
| ------- | ------- | ---------- | ------------ | -------- | ---------- | -------- | ----- |
| NHK長野 | NHK長野 | テレビ信州 | 長野朝日放送 | 信越放送 | テレビ東京 | 長野放送 |       |

### チャンネルラインアップ
| ジャンル               | チャンネル          | 放送局                               |
| ---------------------- | ------------------- | ------------------------------------ |
| 地上デジタル放送       | 011-012             | NHK総合 長野                         |
| 地上デジタル放送       | 021-023             | NHK Eテレ                            |
| 地上デジタル放送       | 041-042             | テレビ信州                           |
| 地上デジタル放送       | 051-052             | 長野朝日放送                         |
| 地上デジタル放送       | 061-062             | 信越放送                             |
| 地上デジタル放送       | 071-072             | テレビ東京                           |
| 地上デジタル放送       | 081-082             | 長野放送                             |
| 2K BSデジタル放送      | 101-102             | NHK BS                               |
| 2K BSデジタル放送      | 141-143             | BS日テレ                             |
| 2K BSデジタル放送      | 151-153             | BS朝日                               |
| 2K BSデジタル放送      | 161-163             | BS-TBS                               |
| 2K BSデジタル放送      | 171-173             | BSテレ東                             |
| 2K BSデジタル放送      | 181-183             | BSフジ                               |
| 2K BSデジタル放送      | 200                 | BS10                                 |
| 2K BSデジタル放送      | 211                 | BS11 イレブン                        |
| 2K BSデジタル放送      | 222                 | BS12 トゥエルビ                      |
| 2K BSデジタル放送      | 231                 | BS放送大学テレビ                     |
| 4K8K BSデジタル放送    |                     |                                      |
| 101                    | NHK BSプレミアム4K  |                                      |
| 141-143                | BS日テレ 4K         |                                      |
| 151-153                | BS朝日 4K           |                                      |
| 161-163                | BS-TBS 4K           |                                      |
| 171-173                | BSテレ東 4K         |                                      |
| 181-183                | BSフジ 4K           |                                      |
| コミュニティチャンネル |                     |                                      |
| 111                    | チャンネルINC       |                                      |
| 121                    | 家s12ch             |                                      |
| 015                    | INCながの情報カメラ |                                      |
| 016                    | お天気チャンネル    |                                      |
| スポーツ               | 211                 | スカイA                              |
| スポーツ               | 212                 | GAORA SPORTS                         |
| スポーツ               | 217                 | ゴルフネットワーク                   |
| スポーツ               | 114                 | 日テレジータス                       |
| 映画・ドラマ           | 220                 | ムービープラス                       |
| 映画・ドラマ           | 141                 | 日本映画専門チャンネル               |
| 映画・ドラマ           | 222                 | チャンネルNECO                       |
| 映画・ドラマ           | 223                 | V☆パラダイス                         |
| 映画・ドラマ           | 147                 | WOWOWプラス                          |
| 映画・ドラマ           | 230                 | ファミリー劇場                       |
| 映画・ドラマ           | 231                 | スーパー！ドラマTV                   |
| 映画・ドラマ           | 233                 | Dlife                                |
| 映画・ドラマ           | 234                 | 時代劇専門チャンネル                 |
| 映画・ドラマ           | 237                 | ミステリーチャンネル                 |
| 映画・ドラマ           | 246                 | ホームドラマチャンネル               |
| アニメ                 | 241                 | アニマックス                         |
| アニメ                 | 242                 | キッズステーション                   |
| ニュース               | 251                 | 日経CNBC                             |
| ニュース               | 254                 | TBS NEWS                             |
| ニュース               | 257                 | BBCワールドニュース                  |
| ニュース               | 258                 | テレ朝チャンネル2                    |
| ドキュメンタリー       | 255                 | ヒストリーチャンネル                 |
| ドキュメンタリー       | 259                 | ナショナルジオグラフィックチャンネル |
| 音楽                   | 262                 | スペースシャワーTV                   |
| 音楽                   | 264                 | 歌謡ポップスチャンネル               |
| ショッピング           | 271                 | ショップチャンネル                   |
| ショッピング           | 272                 | QVC                                  |
| 趣味・教養             | 270                 | 囲碁・将棋チャンネル                 |
| 趣味・教養             | 188                 | 旅チャンネル                         |
| 趣味・教養             | 280                 | MONDO TV                             |
| エンターテインメント   | 238                 | TBSチャンネル1                       |
| エンターテインメント   | 245                 | テレ朝チャンネル1                    |
| エンターテインメント   | 281                 | フジテレビTWO                        |
| エンターテインメント   | 282                 | フジテレビONE                        |
| オプションチャンネル   | 191                 | WOWOWプライム                        |
| オプションチャンネル   | 192                 | WOWOWライブ                          |
| オプションチャンネル   | 193                 | WOWOWシネマ                          |
| オプションチャンネル   | 201                 | BS10スターチャンネル                 |
| オプションチャンネル   | 215                 | J SPORTS 4                           |
| オプションチャンネル   | 225                 | 東映チャンネル                       |
| オプションチャンネル   | 226                 | 衛星劇場                             |
| オプションチャンネル   | 276                 | 釣りビジョン                         |
| オプションチャンネル   | 197                 | フジテレビNEXT                       |
| オプションチャンネル   | 285                 | グリーンチャンネル1                  |
| オプションチャンネル   | 286                 | グリーンチャンネル2                  |
| オプションチャンネル   | 290                 | プレイボーイチャンネル（アダルト）   |
| オプションチャンネル   | 291                 | レッドチェリー（アダルト）           |
| オプションチャンネル   | 292                 | レインボーチャンネル（アダルト）     |

- デジタルTVはi-HITSを使用している。
- 長野県域局の地上デジタル放送はパススルー方式（周波数変換）の為、地上デジタル対応かつCATV（周波数変換）パススルー方式対応のテレビあれば視聴可能。
- 現時点で唯一区域外再放送を実施しているテレビ東京については地上アナログ放送のみの再送信となっていたが、2010年10月6日より当面2014年7月24日までと期間限定した上で地上デジタル放送の区域外再放送が開始された[5]。トランスモジュレーション方式による再送信となっている。
- テレビ埼玉（031）・TOKYO MX（091）の区域外再放送はアナログ・デジタルとも行われていない。また、在新民放局の区域外再放送も開局当初から行われていない。

### ラジオ局
| MHz  | 放送局       |
| ---- | ------------ |
| 76.5 | FMぜんこうじ |
| 80.0 | TOKYO FM     |
| 81.3 | J-WAVE       |
| 82.4 | FM長野       |
| 83.0 | NHK長野FM    |

- 外部アンテナ端子が付属しているFMチューナー内蔵ラジオ等であれば受信可能。

## 区域外再放送中止「苦渋の経営判断」
開局以来、同社では長年続けてきた東京波による区域外再放送だが、1998年11月から、長野県に系列局がないテレビ東京（TX）を除く在京キー局（日本テレビ・テレビ朝日・TBSテレビ・フジテレビ）の区域外再放送を段階的に順次中止した。まずTBSテレビの再送信を中止、その後日本テレビ・テレビ朝日・フジテレビの再送信が中止された。
INCは地元地方紙「信濃毎日新聞」のグループ企業であり、INCの主要株主には同紙及び信越放送（SBC）などが構成しているが、区域外再放送中止の主要な理由は東京波の再送信で生じる視聴率・広告収入の減少を恐れたSBCが強く反対した為で、1998年11月にはSBCのキー局であるTBSテレビを先行して再送信を中止する
「苦渋の経営判断」に追い込まれる。この対応に他の在長民放局が不満を示したことから、テレビ東京を除く地元に系列局があるキー局（日本テレビ・テレビ朝日・フジテレビ）の再送信を順次停止した（フジテレビは1999年10月、テレビ朝日は2000年2月7日）。
停止した当時、INCの想定を遥かに超える強い不満の電話が連日、加入者から寄せられたという。利用を停止する加入者も続出し、INCは在京キー局を視聴したいという加入者の強い願いを否応なしに感じさせられたという。
この一連の区域外再放送中止は加入者への説明が無く当時SBCが関与したと噂されたことから、INC加入者の中にはSBCへの不信感や不満が未だに残っている。このような理由で、現在長野市ではテレビ東京を除く区域外再放送はされていない。
なお、「苦渋の経営判断」に追い込んだ側の認識は「ケーブルテレビ加入者の理解も得られ、地元放送事業者と共存共栄を図り、健全経営している」というものであることが後に判明している。
一方、県内の主なCATV局では地上デジタル放送開始後も東京（地域によっては中京）民放地上波の区域外再放送（ほとんどのCATV局は5局）を続けてきた。しかしエルシーブイ・テレビ松本ケーブルビジョンが起こした当時の有線テレビジョン放送法違反により事態は一変。アナログ放送終了後の「激変緩和措置」を経て、2014年7月24日をもってテレビ東京を除く在京キー局の区域外再放送は終了した。
テレビ東京についてはINCを含め2017年3月31日まで続けられる予定で、翌4月1日以降も継続するために県内のケーブルテレビ各社は関係各所と協議を重ねている。
このほか、2009年以降様々な事情によりテレビ東京を含む在京キー局の区域外再放送そのものを取りやめる動きもある。
- とうみケーブルテレビ（東御市） - 2009年9月までに在京キー局の区域外再放送を停止。
- アルプスケーブルビジョン（大町市・白馬村） - 2011年4月28日 12:00をもってケーブルテレビ事業を終了。当地での在京キー局の視聴はほぼ困難になる。